# 費蒙特體育會
費蒙特體育會（葡萄牙語：Sport Clube Freamunde），葡萄牙職業足球會，位於弗雷阿蒙迪，成立於1933年3月19日。主場球場為費蒙特球場，能容納 4,000 人。著名球員保辛華在費蒙特展開職業生涯。

## 外部連結
- Official webpage （页面存档备份，存于） （葡萄牙文）
- Official regulation （页面存档备份，存于） （葡萄牙文）
- Official Statistics （页面存档备份，存于） （葡萄牙文）
- Resultados Ao Vivo, proximos jogos ao vivo, posicoes de Liga de Honra （葡萄牙文）

- Portuguese Futebol.com » Your Source for Portuguese Soccer （英文）
- Portuguese Soccer News Links （页面存档备份，存于） （英文）